# Gyöngyösi Miklós
Gyöngyösi Miklós (Budapest, 1929. augusztus 8. – Budapest, 1957. június 26.) vízvezeték-szerelő, az 1956-os forradalomban a Landler Jenő utcai [ma: István út] ellenállás egyik vezetője volt, amiért később halálra ítélték.

## Élete
Egyszerű munkáscsaládba született, szüleit korán, 1943-ban egy bombázás során elvesztette. Rövid ideig dolgozott szakmájában, 1951-ben közveszélyes munkakerülés, lopás, sikkasztás miatt három hónap börtönre ítélték. Ezt követően kiengedték, de még abban az esztendőben 6 év 3 hónapra ítélték. Ismét kiszabadult és ezután még egyszer elítélték, majd 1956 nyarán megint kiengedték.
Az 1956-os forradalom idején csatlakozott az ellenállókhoz. A november 4-ét követő harcok idején bátorsága miatt egysége parancsnoka lett, a harcot azonban november 8-án kénytelen volt beszüntetni. Ezt követően bekapcsolódott a politikai ellenállásba: részt vett röpcédulák, illetve az Élünk című illegális lap készítésében.
November 18-án Tóth Ilonával és Gönczi Ferenccel együtt a vád szerint meggyilkolták Kollár Istvánt, aki az Államvédelmi Hatóság tagja volt. Emiatt szovjet katonák egy razzia során letartóztatták őket, majd két társával együtt a halálra ítélték és kötél által kivégezték. A Fővárosi Bíróság az Tóth Ilona-perben gyilkosság és izgatás vádjával ítélte halálra Gyöngyösit első fokon, a jogerős ítéletben a Legfelsőbb Bíróság Népbírósági Tanácsa a minősítést izgatásról szervezkedésben való részvételre súlyosbította.